# Jean Liabaud
Jean Liabaud est un horticulteur et rosiériste lyonnais né à Volesvres (Saône-et-Loire), le 18 avril 1814 et mort à Lyon le 14 janvier 1904. Il habitait 4 montée de la Boucle, à Lyon. Il est inhumé au cimetière de Loyasse à Lyon. 

## Biographie
Jean Liabaud fait son apprentissage de jardinier au château de Saint-Trys, près d'Anse, et complète ses connaissances horticoles dans divers établissements d'horticulture de Villefranche, Vienne, Paris, et entre comme chef-jardinier au château de Montmelas en Bourgogne, chez le marquis de Tournon qui incite Jean Liabaud à faire plusieurs voyages pour découvrir les établissements d'horticulture. Liabaud s'établit à Lyon, en 1846, en prenant la succession d'un ancien horticulteur, M. Mille, et dirige son établissement pendant cinquante deux ans. Victor-Joseph Vivian Morel (1843-1915), ancien élève de La Martinière, devient son apprenti. Liabaud cède son établissement en 1898. Il est membre de l'Association horticole lyonnaise et officier du Mérite agricole. 
Il se passionne pour certains genres floraux : Bégonia Rex, Caladium à feuillage coloré, Cyanophyllum, Aralia, Camélia, Azalée, Orchidées, Broméliacées, Pélargonium, Pétunia, Verveines, Véroniques, etc. L'obtenteur lyonnais se spécialise dans les rosiers buissonnants  et obtint dans cette culture de nombreux et brillants succès, notamment dans la catégorie des rosiers hybrides perpétuels remontants.

## Distinctions
- Officier de l'ordre du Mérite agricole

## Liste des rosiers hybrides remontants et hybrides de thé créés par lui
H.R. signifie « hybride remontant », Thé signifie « hybride de thé »

'Mlle Thérèse Raynaud', H. R. 1852 'Comte de Cavour', H. R. 1856 'M. Joigneaux', H. R. 1859 'Clémence Joigneaux', H. R. 1861 'Simon de Saint-Jean', H. R. 1861 'Arlès Dufour', H. R. 1862 'Mme de Canrobert', H. R. 1862 'Paul Desgrand', H. R. 1862 'Mme Collet', H. R. 1864 'Marguerite Bonnet', Bourbon. 1863 'M. Boncenne', H. R. 1864 'Jean Cherpin', H. R. 1865 'Purpurine', H. R. 1865 'François Treyve', H. R. 1866 'Mlle Jeanne Marix', H. R. 1866 Marcella, H. R. 1866 Mistress Standish, H. R. 1866 M. E. Masson, H. R. 1866 Mme Luizet, Bourbon. 1867 'Mme Macker', Bourbon. 1867 'Mlle Thérèse Coumer', Bourbon. 1867 'Tournefort', H. R.1868 'Ernest Boncenne', H. R. 1868 'Julie Treyve', H. R. 1868 'Notaire Bonnefond', H. R. 1868 'Souvenir de Ponsard', H. R. 1868 'Marquise de Mortemart', H. R. 1968 'Baron Chaurand', H. R. 1869 'Jeanne Guillot', H. R. 1869 'Jules Seurre', H. R. 1869 'Mme Farfouillon', H. R. 1869 'Albion', H. R. 1870 'Baron de Bonstetten', H. R. 'Baronne de Prailly', H. R. 1871 'Baronne Vitta', H. R. 1873 'Souvenir de la princesse Amélie des Pays-Bas', H. R. 1873 'Mme Rival-Verne', H. R. 1874 'Sanglant', Bengale. 1874 'Thérèse Loth', Thé. 1874 'Alexandre Chomer', H. R. 1875 'Anna Blanchon', H. R. 1875 'Jean Liabaud', H. R. 1875 'Mlle Marie Roë', H. R. 1875 'Mme Emma Hall', H. R. 1876 'Madame Marie Manissier', H. R. 1876 'Mlle Marie-Louise Margerand', H. R. 1876 'Mme de La Boulaye', H. R. 1877 'Mme Gabriel Luizet', H. R. 1877 'Mlle Lydia Marty', H. R. 1878 'Claude Bernard', H. R. 1879 'Ennemond Boule', H. R. 1879 'Mme Lilienthal', H. R. 1879 'Paul Fabry', H. R. 1879 'Mme Montet', H. R. 1880 'A. M. Ampère', H. R. 1881 'Capucine Liabaud', H. R. 1881 'Mme Pierre Margery', H. R. 1881 'Mme Marie Lagrange', H. R. 1882 'Joseph Métral', H. R. 1883 'Mme Rochet', H. R. 1883 'Mlle Julie Gaulain', H. R. 1883 'Mlle Louise Aunier', H. R. 1883 'Mlle Louise Chrétien', H. R. 1883 'Mme Stingue', 1884 'Marie Liabaud', H. R. 1884 'M. Hoste', H. R. 1884 'Docteur Dor', H. R. 1885 'Mme Gonnot', H. R. 1885 'Mme Musset', H. R. 1885 'Mme Pierre Pitaval', H. R. 1885 'Mme Rebatel', H. R. 1885 'Mme Villy', H. R. 1885 'Mme Marie Treyve', H. R. 1886 'Mlle Marie Dauphin', H. R. 1886 'M. Jules Deroudilhe', H. R. 1886 'Mme Alphonse Seux', H. R. 1887 'Mme Richaux', H. R. 1887 'M. J. Niogret', H. R. 1887 'Pierre Liabaud', H. R. 1887 'Jules Desponts', H. R. 1888 'Mme Francisque Morel', Thé. 1888 'Mlle Marie Métral', H. R. 1888 'Souvenir du Baron de Rochetaillée', H. R. 1888 'Antoine Rivoire', H. R. 1889 (marchand grainier, rue d’Algérie à Lyon) 'Mlle Marie Magat', H. R. 1889 'Souvenir du Général Richard', H. R. 1889 'Comtesse de Bernis', H. R. 1890 'Comtesse de Ménou', Thé. 1890 'Docteur Branche', H. R. 1890 'Mme Joseph Limousin', H. R. 1890 
'Mme Pierre Liabaud', H. R. 1890 'Rougier-Chauvière', H. R. 1890 'Vicomte de Lauzière', H. R. 1890 'Mme Benoît Rivière', Thé. 1891 'Mme Édouard Michel', H, R. 1891 'Alexandre Dupont', H. R. 1892 'Claude Jacquet', H. R. 1892 'Jeanne Masson', H. R. 1892 'Mme Catherine Fontaine', Thé, 1892 'Mme Louis Gaillard', Thé. 1892 'Mme Vignat', H. R. 1892 'Souvenir de Mme Dor', H. R. 1892 'Capitaine Peillon', H. R. 1893 'Colonel Juffé', Thé. 1893 'Mme Adolphe Aynard', H. R. 1893 'Mme Buzo', Thé. 1894 'Mme Charles Franchet', Thé. 1894 'Mme de La Bastié', H. R. 1894 'Mme Molin', Thé. 1894 (marchand grainier, 8 place Bellecour à Lyon) 'Mme Paul Touche', H. R. 1894 'Mme Rozain-Boucharlat', Thé. 1894 (horticulteur 88 grande rue de Cuire à Cuire-les-Lyon) 'Mme Antoine Rivoire', H. R. 1894 'Caroline Fochier', Thé. 1896 'Joséphine Dauphin', Thé. 1896 'Mme Chabanne', Thé. 1896 'Mlle Marie Achard', H, R. 1896 'Bonamour', Thé. 1897 'Mme Antoinette Chrétien', H. R. 1897 'Mlle Élisabeth Monod', Thé. 1897 'Mme Barret', Thé. 1898.

## Illustrations

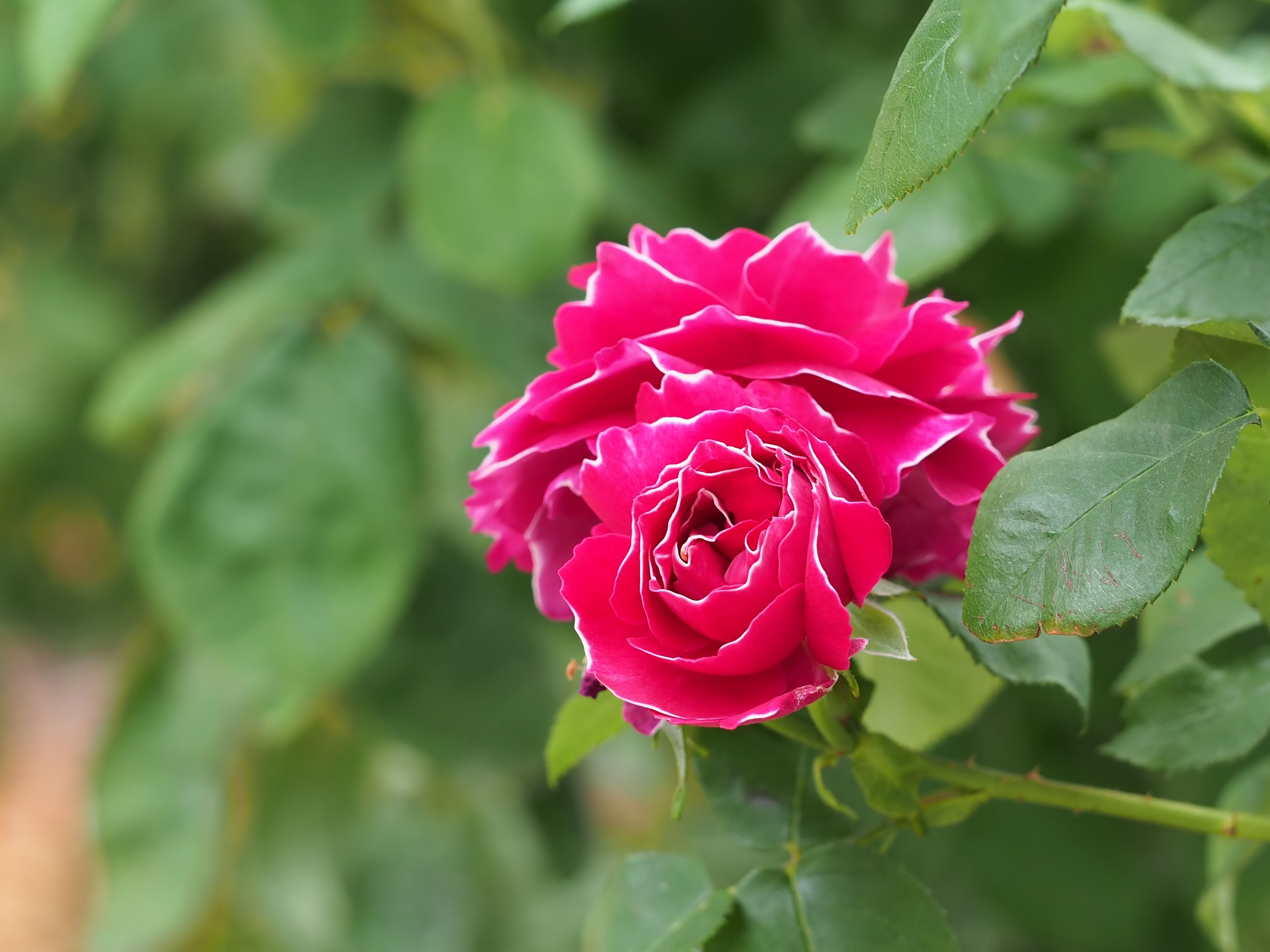
'Baronne de Prailly', hybride remontant 1871.
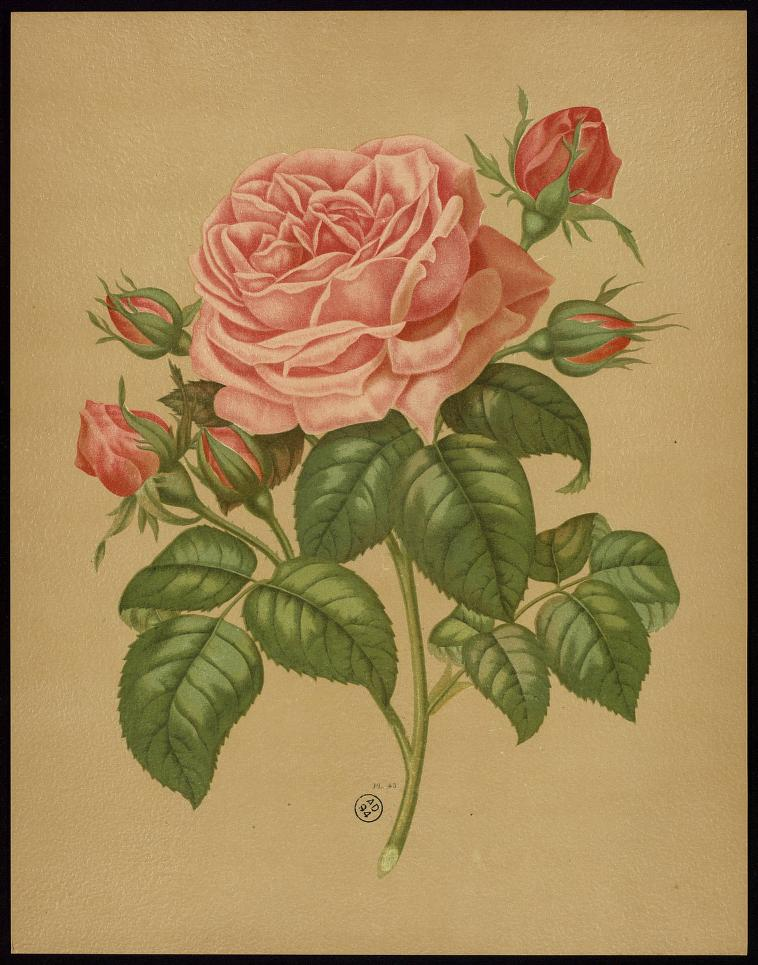
'Madame Gabriel Luizet', hybride remontant 1877.
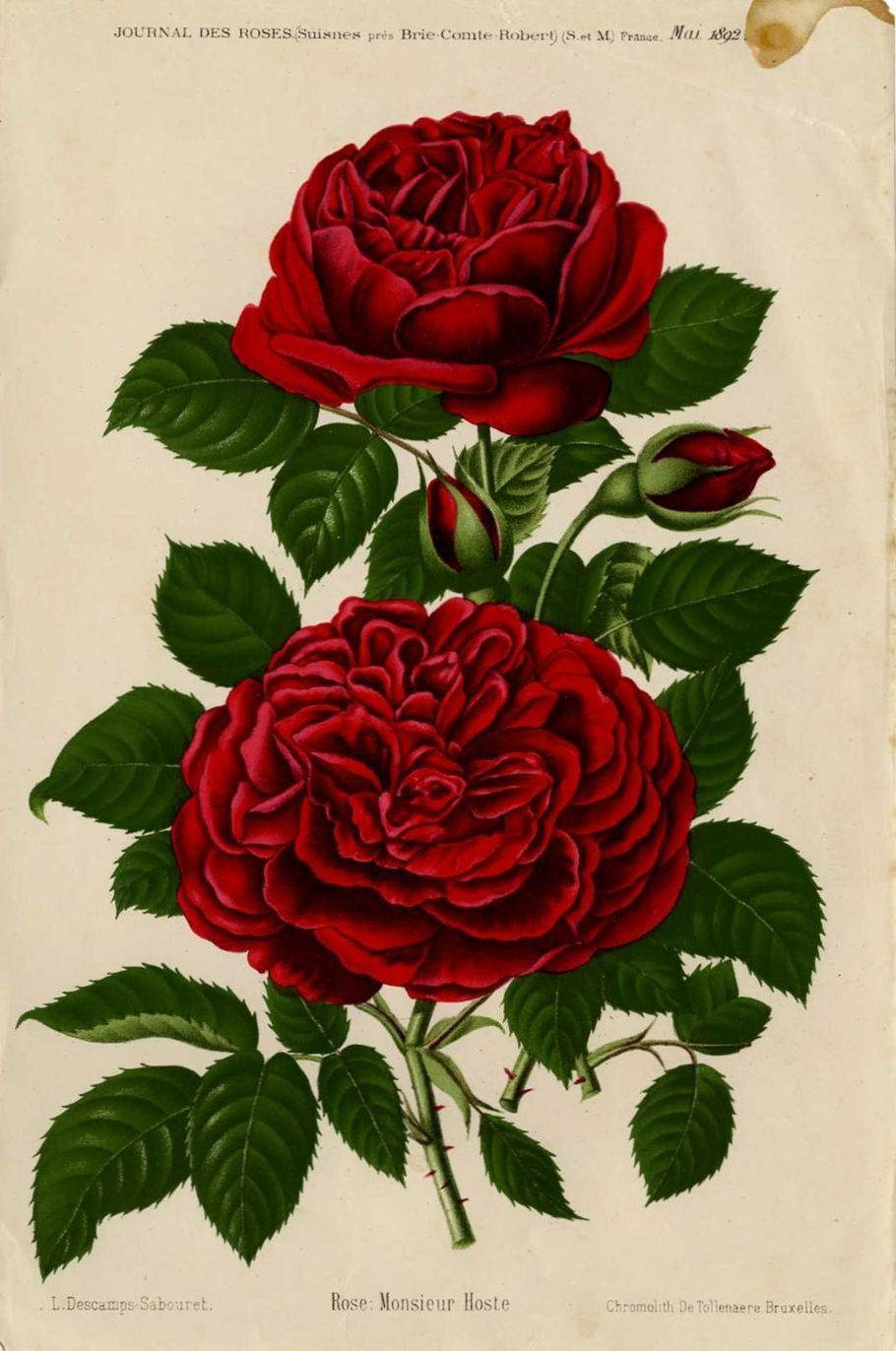
'Monsieur Hoste', hybride remontant 1884.
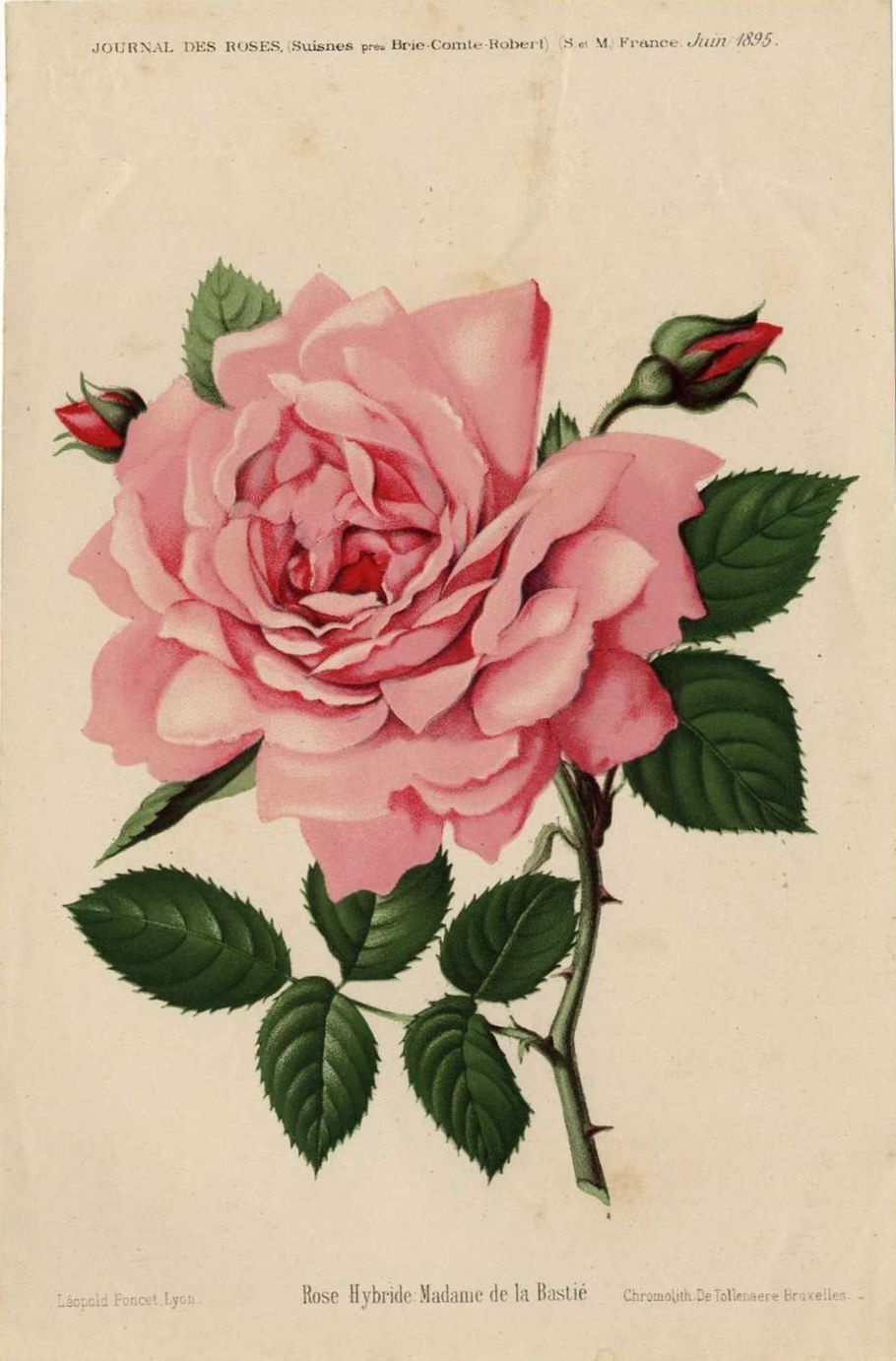
'Madame de La Bastié', hybride remontant 1894.